# Dennis ten Vergert
Dennis ten Vergert (Lonneker, 9 april 1980) is een Nederlandse musicalacteur en zanger. Hij is bekend van deelname aan het Nationaal Songfestival en AVRO's Sterrenjacht.

## Loopbaan
Ten Vergert begon op jonge leeftijd met muziek, maar koos toch voor een opleiding bouwkunde. Nadat hij de Twentse talentenjacht Laat oe 's heur'n had gewonnen, trad hij toe tot de Hengelose Revue. Zijn eerste semi-professionele optreden was in de voorstelling Wie weet waar Willem Wilmink woont. Hij besloot een muziektheateropleiding te gaan doen aan het conservatorium in Rotterdam. Tijdens zijn studie was hij leadzanger bij de coverband 2thepoint waarmee hij erg populair was in binnen- en buitenland.
In 2004 vormde hij met medestudenten de gelegenheidsformatie Suzy 'n the Hi-Rollers en nam hij deel aan het Nationaal Songfestival met het nummer Mississippi Miss. Ze bereikten de finale. Een jaar later probeerde ten Vergert het nog een keer met medestudent Renée van Wegberg, waarbij eveneens de finale werd bereikt. Een maand daarvoor stonden de twee nog tegen over elkaar in de halve finale van AVRO's Sterrenjacht, die door Renée gewonnen werd.
Aan het eind van zijn studie kreeg ten Vergert de hoofdrol in de musical Muis van Theater Terra In november 2006 stond ten Vergert als een van de vijf kandidaten in de televisieshow Wie wordt Tarzan?. Hij werd derde en daarmee understudy van de rol.

## Musicals
- 1999 - Wie weet waar Willem Wilmink woont - Concordia Theater Enschede
- 2005 - Muis - Muis
- 2007/2008 - Tarzan - Ensemble en 1e understudy Tarzan
- 2008 - Joe, de Hemel kan Wachten - Joe (M-Lab)
- 2008/2009 - Anatevka - Mendel en understudy Mottel, de kleermaker, Perchik, de student en Fyedka.
- 2009 - De Sprookjesboom - Ensemble
- 2010 - Notre-Dame de Paris - Gringoire
- 2010/2011 - Soldaat van Oranje - Ensemble en  alternate Eric en Victor.
- 2011/2012 - Notre-Dame de Paris - Gringoire Engelse tour door China en Zuid-Korea
- 2013 - Otis (M-lab) Roderique
- 2013 - Otis of Othello de musical De Parade in Den Haag/Utrecht/Amsterdam
- 2013 - Jesus Christ Superstar Projectjcs - Judas
- 2014 - Bij Nader Inzien
- 2014 - YRP The Young Rat Pack

## Televisie
- Nationaal Songfestival 2004
- Avro's Sterrenjacht - halve finale
- Nationaal Songfestival 2005 - 10e plaats
- Wie wordt Tarzan? - 3e plaats behaald 2006
- Op zoek naar Joseph - laatste 15 kandidaten 2008
- Op zoek naar Zorro - liveshow 2010 (afgevallen liveshow 3)

## Serie
- Flikken Maastricht afl 'Exit' 07-11-2014